# Francisco Pozueta Mate
Francisco Pozueta Mate (Zumárraga, Guipúzcoa; 4 de octubre de 1938 - Logroño, 5 de enero de 2021) fue un político español.

## Biografía
Fue uno de los fundadores de la Ikastola Villarreal de Urrechu-Zumarraga en 1966, entonces conocida como Ama Ikastola de Lourdes, y posteriormente UZ Ikastola. 
Trabajó como administrativo. Comenzó su carrera política como miembro del Gipuzko Buru Batzar (GBB), del que llegó a ser su secretario (1982), y del Euzkadi Buru Batzar (EBB). Fue elegido senador por Guipúzcoa en las elecciones generales del 28 de octubre de 1982, y del 22 de junio de 1986, siendo un político destacado del PNV en Guipúzcoa. Durante su presidencia del PNV en Villarreal de Urrechua y Zumárraga (1976-1980), contó con Josu Jon Imaz como su más estrecho colaborador.
En septiembre de 1986 se enfrentó con la escisión del PNV.
En la década de los 90, abandonó definitivamente la política para dedicarse al sector alimentario y especialmente vinícola, lo que le llevó a residir en La Rioja hasta su fallecimiento.